# Takifugu

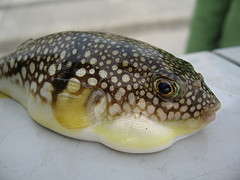
Pez fugu.

Takifugu es un género de pez globo, a menudo conocido con el nombre japonés Fugu (河豚 o 鰒?), palabra compuesta que alude a la buena suerte. Un pez globo fugu contiene toxina suficiente para matar a 30 personas.
Hay 24 especies que pertenecen al género Takifugu, el cual se puede encontrar en todo el mundo desde la latitud 45° norte hasta la 45° sur, principalmente en agua salada, pero algunas veces también en agua dulce y salobre. Su dieta consiste en su mayoría de algas, moluscos, invertebrados y a veces crustáceos. Estos peces se defienden inflando sus cuerpos hasta superar varias veces su tamaño habitual, o envenenando a sus depredadores. Estas defensas le permiten explorar activamente su entorno sin mucho riesgo de ser atacado.
El fugu es altamente tóxico, pero en Japón es considerado una delicia. Contiene cantidades letales de un veneno llamado tetradotoxina en sus órganos internos, especialmente en el hígado y las gónadas así como en pequeñas cantidades en la piel, por lo que sólo chefs con licencia especial pueden preparar y vender fugu al público. En cualquier caso, el consumo de su hígado y ovarios está prohibido.
Ya que pequeñas cantidades de veneno dan una sensación especial en la lengua (un cosquilleo con un muy ligero ardor), éstas vísceras son consideradas las más deliciosas por algunos gourmets, quienes preparan con la carne del fugu una de las variedades de sushi. Después de la Segunda Guerra Mundial, debido a la muerte de personas que habían consumido los despojos que desechaban los restaurantes, se obligó a estos a cumplir una normativa por la cual destruían dichas partes para evitar más muertes. En la actualidad, algunas personas mueren cada año porque fallan al estimar la cantidad de veneno presente en las partes del pez que son consumidas.
La tetradotoxina paraliza los músculos mientras la víctima permanece completamente consciente, hasta que finalmente muere por asfixia. Actualmente no existe ningún antídoto y el procedimiento médico habitual se orienta a tratar de brindar apoyo al sistema respiratorio y circulatorio hasta que el efecto del veneno desaparezca.
El fugu suele representarse vastamente en la cultura y arte japoneses.

## Especies
Existen 26 especies válidas para este género:
- Takifugu alboplumbeus (Richardson, 1845)
- Takifugu basilevskianus (Basilewsky, 1855)[4]
- Takifugu bimaculatus (Richardson, 1845)
- Takifugu chinensis (Abe, 1949)
- Takifugu chrysops (Hilgendorf, 1879)
- Takifugu coronoidus (Ni y Li, 1992)
- Takifugu exascurus (Jordan y Snyder, 1901)
- Takifugu flavidus (Li, Wang y Wang, 1975)
- Takifugu niphobles (Jordan y Snyder, 1901)
- Takifugu oblongus (Bloch, 1786)
- Takifugu obscurus (Abe, 1949)
- Takifugu ocellatus (Linnaeus, 1758)
- Takifugu orbimaculatus (Kuang, Li y Liang, 1984)[5]
- Takifugu pardalis (Temminck y Schlegel, 1850)
- Takifugu plagiocellatus Li, 2002
- Takifugu poecilonotus (Temminck y Schlegel, 1850)
- Takifugu porphyreus (Temminck y Schlegel, 1850)
- Takifugu pseudommus (Chu, 1935)
- Takifugu radiatus (Abe, 1947)
- Takifugu reticularis (Tien, Cheng y Wang, 1975)
- Takifugu rubripes (Temminck y Schlegel, 1850)
- Takifugu snyderi (Abe, 1988)
- Takifugu stictonotus (Temminck y Schlegel, 1850)
- Takifugu stictonotus (Temminck y Schlegel, 1850)
- Takifugu variomaculatus Li & Kuang, 2002
- Takifugu vermicularis (Temminck y Schlegel, 1850)
- Takifugu xanthopterus (Temminck y Schlegel, 1850)